# Karszanek
Karszanek is een plaats in het Poolse district  Starogardzki, woiwodschap Pommeren. De plaats maakt deel uit van de gemeente Osiek en telt 200 inwoners.